# 白石町立有明西小学校
白石町立有明西小学校（しろいしちょうりつ ありあけにししょうがっこう）は佐賀県杵島郡白石町大字戸ヶ里にある公立小学校。

## 概要
歴史
1876年（明治9年）「環里小学校」として創立。数回の改組・改称を経て、現校名になったのは2005年（平成17年）。2026年（令和8年）には創立150周年を迎える。
校章
中央に校名の略称である「西小」の文字（縦書き）を配している。
校歌
1924年（大正13年）制定。作詞は高尾善一、作曲は真島豹吉による。歌詞は1番まであり、1番の歌詞中に旧校名の「錦江」が登場する。
校区
杵島郡白石町のうち、「戸ヶ里（うち水門地区は白石町立有明南小学校への自由校区）・辺田・田野上」。中学校区は白石町立白石中学校。

## 沿革
- 1876年（明治9年）8月 -「環里小学校」が創立。
- 1887年（明治20年）4月 - 小学校令施行により、尋常科（4年制）を設置の上、「尋常環里小学校」に改称。尋常錦浦小学校に十二ヶ村組合立高等東郷小学校が併設される。
- 1889年（明治22年）4月1日 - 町村制施行により、杵島郡3村（戸ヶ里、辺田、田野上）が合併し、錦江村が発足。
- 1890年（明治23年）- 郁文分校を牛間田分校に改称。
- 1892年（明治25年）11月 - 「竜王尋常小学校」に改称。牛間田分校が分離の上、牛間田尋常小学校として独立。高等東郷小学校は白石高等小学校に改称。
- 1893年（明治26年）- 「十二ヶ村組合立福富高等小学校」（2年制）が尋常福富小学校に併置される。高等科3・4年生に関しては白石高等小学校へ委託。
- 1895年（明治28年）4月 - 坂田地区の児童が尋常竜王小学校へ転出。
- 1899年（明治32年）- 四ヶ村（竜王・錦江・南有明・北有明）組合立錦浦高等小学校が南有明村に開校。
- 1900年（明治33年）
  - 9月 - 錦浦高等小学校の廃止により、高等科を併置の上、「環里尋常高等小学校」に改称。
  - 12月 - 「錦江尋常高等小学校」に改称。
- 1908年（明治41年）4月 - 改正小学校令により、尋常科（義務教育）が6年制、高等科が2～3年制に変更となる。
- 1920年（大正9年）10月 -  農業補習学校が併置される。
- 1923年（大正12年）- 農業補習学校に女子部が設置される。
- 1924年（大正13年）- 校歌を制定。
- 1926年（大正15年）- 併置の農業補習学校が青年訓練所充当となる。
- 1935年（昭和10年）- 併置の農業補習学校が青年学校となる。
- 1941年（昭和16年）4月1日 - 国民学校令施行により、「錦江村国民学校」に改称。尋常科を初等科に改める。
- 1947年（昭和22年）4月1日 - 学制改革が行われる。
  - 錦江村国民学校の初等科は、新制小学校「錦江村立錦江小学校」に改組・改称。
  - 錦江村国民学校の高等科は青年学校の普通科とともに、新制中学校「錦江村立錦江中学校」に改組され、小学校に併置される。
- 1955年（昭和30年）
  - 4月1日 - 2村（竜王・錦江）合併により、「有明村立錦江小学校」に改称。
  - 9月30日 - 南有明村が有明村に編入されたことにより、「有明村立有明西小学校」に改称[2]。
- 1960年（昭和35年）8月 - プールが完成。
- 1962年（昭和37年） 
  - 4月1日 - 有明村立中学校3校（有明東・有明南・有明西）が統合の上、「有明村立有明中学校」が開校。統合校舎完成までの間、旧・有明西中の校舎は「西校舎」として存続。
  - 6月 - 給食を開始。
  - 10月1日 - 町制施行により「有明町立有明南小学校」に改称。
- 1964年（昭和39年）9月 - 有明中学校の統合校舎が完成したため、西校舎は廃止の上、小学校に移管される。
- 1965年（昭和40年）7月 - プールが完成。
- 2005年（平成17年）1月1日 - 3町合併により、「白石町立有明西小学校」（現校名）に改称。
- 2024年（令和6年）3月 - 白石町立有明中学校の閉校により、中学校区が白石町立白石中学校となる。
- 2026年（令和8年）4月 - 有明地区小学校3校（有明東・有明南・有明西）が統合の上、「白石町立有明小学校」が旧・有明中の校舎・校地に新設される（予定）[3][4][5]。

## 交通
最寄りの鉄道駅
- JR九州 長崎本線 「肥前竜王駅」

最寄りの幹線道路
- 国道207号 「白石町廻里津」交差点

## 周辺
- 廻里江川

## 参考資料
- 「有明町史」（1969年（昭和44年）9月15日, 有明町）p.216～p.225
- 「白石町立小学校再編計画 (PDF) 」（2023年（令和5年）6月） - 白石町ウェブサイト

## 関連事項
- 佐賀県小学校一覧